# Urocotyledon palmata
Urocotyledon palmata är en ödleart som beskrevs av  François Mocquard 1902. Urocotyledon palmata ingår i släktet Urocotyledon och familjen geckoödlor. Inga underarter finns listade i Catalogue of Life.
Arten förekommer i Kamerun och Gabon. Kanske når den Kongo-Brazzaville. Arten lever i låglandet och i kulliga regioner upp till 600 meter över havet. Den vistas i delvis lövfällande skogar. På grund av djurets konstruktion antas att det klättrar i trädens kronor. Honor lägger ägg.
Arten behöver antagligen skogar eller trädgrupper. Den förekommer i Ivindo nationalpark. IUCN listar arten med kunskapsbrist (DD).